# Martin Severinson
Martin Severinson, född 29 augusti 1971, är en svensk konstnär. Han är född och uppvuxen i Helsingborg. Utbildad i konst på Sundsgårdens Folkhögskola och bildlärarlinjen, Umeå universitet. Studier i filosofi genomfördes vid Lunds och Umeå universitet. Han arbetar med många olika konstnärliga tekniker såsom textil, grafik, teckning, koncept, måleri och fotografi. Ett flertal publikationer där livet och konsten avhandlas har publicerats sedan 2009. Figurerade som "husfilosof" på Dunkers kulturhus i Helsingborg mellan 2015 och 2020. Var ordförande på Höganäs museum och konsthall mellan 2020-2022. Är sedan 2016 frilansande skribent på Helsingborgs Dagblads kultursidor.

## Utställningar i urval
- Galleri Moment, Ängelholm (2022)
- Fluffy Crimes, Chicago
- Projektrum Hjärne, Helsingborg
- Galleri Hera, Stockholm (2017)
- Falsterbo Konsthall (2015)
- Konstrundan (2008 - )

### Jurybedömda utställningar
- Liljevalchs vårsalong
- Vikingsbergs vårsalong
- Krapperups höstsalong
- Animation Marathon, Aten
- Kortfilmsdagen på Moderna Museet, Malmö
- Open call Landskrona fotofestival

## Publikationer
- 1:1 (2022)
- X (2021)
- Det finstilta (2020)
- Tankesmedjan (2019)
- Eyespeaker (2018)
- Ansiktsboken (2018)
- En dag är en dag (2016)
- 0 (2014)
- 11 da:gar (2011) [1]
- När du är hemma (2009) [2]